# Quillacinga
Quillacinga (Quillasinga) /ime dano od Quechua (Inka), dolazi možda od killa  "luna" (mjesec) + singa "nariz" (nos); Inca Garcilaso de la Vega. Radi se o vrsti nosnog ukrasa oblika polumjeseca izrađenog od zlata ili drugog plemenitog metala koji su ovi Indijanci nosili, a danas se mnogi nalaze po muzejima, / jedno od tri naroda ili plemena Kamsá Indijanaca iz Kolumbije. 
Suvremena populacija iznosi 43.928 (MG 1980) a žive u departmanu Nariño, poglavito na općinama Pasto, Sandoná, La Florida, Tangua i La Cruz.